# David Causier/Erfolge
Die Liste zeigt die Erfolge des English-Billiards-Spielers David Causier. Der seit Mitte der 1990er-Jahre als Profi spielende Engländer ist seit geraumer Zeit Mitglied der Weltspitze und gewann unter anderem sechs Mal die English-Billiards-Weltmeisterschaft.
Geprägt im English-Billiards-Hotspot Teesside, wurde Causier Ende der 1980er / Anfang der 1990er einer der besten Juniorenspieler Englands, kurz darauf auch einer der besten Spieler Englands überhaupt. Bis 1995 siegte er dreimal bei der English Amateur Billiards Championship, danach wurde er Profispieler. Binnen weniger Spielzeiten gehörte er zur Weltspitze und wurde in den Top 5 der Weltrangliste geführt. Regelmäßig erreichte er das Endspiel professioneller Turniere, sein größter Erfolg war zunächst der Vize-Weltmeister-Titel 2004. Danach zog er sich aus der Weltspitze zurück, kehrte aber nach etwa fünf Jahren vollumfänglich zurück. Seitdem gewann er zahlreiche Profiturniere, darunter auch sechs Weltmeisterschaften. Dank seiner Erfolge führte der schnelle und vielseitige Spieler Causier mehrfach die Weltrangliste an. Nichtsdestotrotz ist das English Billiards für ihn nur ein Hobby, hauptberuflich arbeitet er im Gastronomiegewerbe.

## Übersicht über die Finalteilnahmen
Da die Quellenlage im English Billiards recht lückenhaft ist, kann die folgende Auflistung keinen Anspruch auf Vollständigkeit stellen.

### Professionelle Turniere
| Ausgang | Jahr | Turnier                                       | Finalgegner     | Ergebnis     |
| ------- | ---- | --------------------------------------------- | --------------- | ------------ |
| Zweiter | 1996 | UK Championship                               | Mike Russell    | 1277:1690    |
| Zweiter | 1996 | Gold Flake World Professional                 | Mike Russell    | Gruppenphase |
| Zweiter | 1999 | World Matchplay Billiards Championship        | Geet Sethi      | 1196:1405    |
| Zweiter | 1999 | Tommy Arnott Memorial Pro-Am Tournament       | Peter Gilchrist | 166:324      |
| Zweiter | 1999 | UK Championship                               | Roxton Chapman  | 1293:1383    |
| Sieger  | 2000 | UK Championship                               | Robby Foldvari  | 5:1          |
| Zweiter | 2001 | British Open                                  | Mike Russell    | 1318:1599    |
| Sieger  | 2001 | UK Championship                               | Peter Gilchrist | 5:4          |
| Zweiter | 2002 | Tommy Coulton Invitation Billiards Handicap   | Lee Lagan       | 303:620      |
| Sieger  | 2002 | Tommy Arnott Invitation Billiards Handicap    | Geoff Charville | 280:268      |
| Sieger  | 2002 | Whitworth Invitation Billiards Tournament     | Lee Lagan       | Gruppenphase |
| Sieger  | 2003 | Bradford One-Day Professional Event           | Mike Russell    | unbekannt    |
| Zweiter | 2004 | English-Billiards-Weltmeisterschaft           | Mike Russell    | 1349:2402    |
| Zweiter | 2009 | British Open                                  | Mike Russell    | 490:718      |
| Sieger  | 2010 | World Open                                    | Dhruv Sitwala   | 782:372      |
| Sieger  | 2011 | British Open                                  | Matthew Sutton  | 945:237      |
| Sieger  | 2011 | Jim Williamson Memorial                       | Devendra Joshi  | 649:330      |
| Zweiter | 2011 | English-Billiards-Weltmeisterschaft           | Mike Russell    | 558:1500     |
| Sieger  | 2011 | Scottish Open                                 | Billy Bousfield | 849:290      |
| Sieger  | 2012 | British Open                                  | Matthew Sutton  | 451:446      |
| Sieger  | 2012 | Austrian Open                                 | Robert Hall     | 847:267      |
| Zweiter | 2012 | English Open                                  | Mike Russell    | 409:580      |
| Sieger  | 2013 | Bradford Open                                 | Matthew Sutton  | 818:225      |
| Sieger  | 2013 | English-Billiards-Weltmeisterschaft (Punkte)  | Alok Kumar      | 6:1          |
| Zweiter | 2013 | English-Billiards-Weltmeisterschaft (Long-Up) | Peter Gilchrist | 1085:1500    |
| Sieger  | 2013 | English Open                                  | Robert Hall     | 892:266      |
| Zweiter | 2014 | Irish Open                                    | Peter Gilchrist | 322:700      |
| Sieger  | 2014 | Bradford Open                                 | Martin Goodwill | 836:331      |
| Sieger  | 2014 | English Open                                  | Robert Hall     | 1143:173     |
| Sieger  | 2014 | Bradford Open                                 | Mark Hirst      | 1448:65      |
| Zweiter | 2015 | Scottish Open                                 | Peter Gilchrist | 461:546      |
| Sieger  | 2015 | English Open                                  | Peter Gilchrist | 534:471      |
| Zweiter | 2015 | UK Open                                       | Roxton Chapman  | 351:409      |
| Sieger  | 2015 | Jim Williamson Memorial Open                  | Robert Hall     | 643:240      |
| Sieger  | 2015 | English-Billiards-Weltmeisterschaft (Punkte)  | Robert Hall     | 6:1          |
| Sieger  | 2015 | English-Billiards-Weltmeisterschaft (Long-Up) | Peter Gilchrist | 1501:1277    |
| Sieger  | 2015 | British Open                                  | Peter Gilchrist | 821:343      |
| Sieger  | 2016 | Scottish Open                                 | Phil Mumford    | 615:343      |
| Sieger  | 2016 | English Open                                  | Roxton Chapman  | 538:403      |
| Zweiter | 2016 | Irish Open                                    | Peter Gilchrist | 435:436      |
| Sieger  | 2016 | English-Billiards-Weltmeisterschaft (Punkte)  | Dhruv Sitwala   | 8:6          |
| Zweiter | 2016 | English-Billiards-Weltmeisterschaft (Long-Up) | Mike Russell    | 1115:2224    |
| Sieger  | 2016 | British Open                                  | Robin Wilson    | 577:512      |
| Zweiter | 2017 | Scottish Open                                 | Peter Gilchrist | 482:566      |
| Zweiter | 2017 | UK Open                                       | Mike Russell    | 915:946      |
| Sieger  | 2017 | Irish Open                                    | Robert Hall     | 571:434      |
| Zweiter | 2017 | NSC Open                                      | Robert Hall     | 270:470      |
| Sieger  | 2017 | World Open                                    | Peter Gilchrist | 502:387      |
| Sieger  | 2017 | English-Billiards-Weltmeisterschaft (Punkte)  | Sourav Kothari  | 8:4          |
| Sieger  | 2017 | English-Billiards-Weltmeisterschaft (Long-Up) | Peter Gilchrist | 1500:779     |
| Sieger  | 2017 | British Open                                  | Peter Gilchrist | 1240:114     |
| Zweiter | 2018 | Irish Open                                    | Peter Gilchrist | 375:811      |
| Zweiter | 2018 | European Open                                 | Peter Gilchrist | 911:1083     |
| Sieger  | 2018 | NSC Open                                      | Robert Hall     | 749:198      |
| Sieger  | 2018 | World Open                                    | Peter Gilchrist | 695:300      |
| Sieger  | 2019 | Scottish Open                                 | Peter Gilchrist | 868:240      |
| Sieger  | 2019 | UK Open                                       | Mark Hirst      | 632:315      |
| Sieger  | 2019 | World Matchplay Billiards Championship        | Peter Gilchrist | 8:7          |
| Sieger  | 2019 | Irish Open                                    | Martin Goodwill | 511:281      |
| Sieger  | 2019 | European Open                                 | Martin Goodwill | 1217:606     |
| Sieger  | 2019 | NSC Open                                      | Robert Hall     | 407:344      |
| Sieger  | 2019 | World Open                                    | Dhvaj Haria     | 501:494      |
| Sieger  | 2020 | Scottish Open                                 | Peter Gilchrist | 619:350      |
| Sieger  | 2021 | Jim Williamson Open                           | Peter Gilchrist | 735:239      |
| Sieger  | 2021 | English Open                                  | Robert Hall     | 477:304      |
| Sieger  | 2021 | Welsh Open                                    | Robert Hall     | 738:270      |
| Sieger  | 2021 | British Open                                  | Peter Sheehan   | 1152:254     |
| Sieger  | 2022 | Scottish Open                                 | Peter Sheehan   | 811:324      |
| Sieger  | 2022 | World Matchplay Billiards Championship        | Sourav Kothari  | 8:3          |
| Sieger  | 2022 | Belgian Open                                  | Robert Hall     | 849:332      |
| Sieger  | 2022 | European Open                                 | Martin Goodwill | 1616:585     |
| Sieger  | 2022 | Jim Williamson Open                           | Peter Gilchrist | 721:340      |
| Sieger  | 2022 | British Open                                  | Peter Gilchrist | 707:273      |
| Sieger  | 2022 | English-Billiards-Weltmeisterschaft           | Peter Gilchrist | 1776:1092    |
| Sieger  | 2023 | Welsh Open                                    | Peter Sheehan   | 863:319      |
| Sieger  | 2023 | European Open                                 | Robert Hall     | 1421:650     |
| Zweiter | 2023 | Irish Open                                    | Peter Gilchrist | 517:577      |
| Sieger  | 2023 | World Matchplay Billiards Championship        | Peter Sheehan   | 8:1          |
| Sieger  | 2023 | English Open                                  | Peter Gilchrist | 682:405      |
| Zweiter | 2023 | English-Billiards-Weltmeisterschaft           | Peter Gilchrist | 783:1824     |

[veraltet]

### Amateurturniere
| Ausgang | Jahr | Turnier                                         | Finalgegner     | Ergebnis  |
| ------- | ---- | ----------------------------------------------- | --------------- | --------- |
| Zweiter | 1989 | Under 16 English Amateur Billiards Championship | Lee Cuthbert    | 235:319   |
| Sieger  | 1991 | Under 19 English Amateur Billiards Championship | Lee Lagan       | 320:285   |
| Sieger  | 1992 | English Amateur Billiards Championship          | Dennis Watson   | 3259:2072 |
| Sieger  | 1993 | English Amateur Billiards Championship          | Martin Goodwill | 1179:1028 |
| Zweiter | 1994 | English Amateur Billiards Championship          | Martin Goodwill | 1105:1227 |
| Sieger  | 1995 | English Amateur Billiards Championship          | Chris Shutt     | 1783:1568 |